# Indonemoura mclachlani
Indonemoura mclachlani är en bäcksländeart som först beskrevs av Douglas E. Kimmins 1950.  Indonemoura mclachlani ingår i släktet Indonemoura och familjen kryssbäcksländor. Inga underarter finns listade i Catalogue of Life.